# Kościół Przemienienia Pańskiego w Wisznicach
Kościół Przemienienia Pańskiego – rzymskokatolicki kościół parafialny należący do dekanatu Wisznice diecezji siedleckiej.
Obecna świątynia została zbudowana w latach 1913-1955, dzięki staraniom księdza Bronisława Turskiego. Projekt kościoła został opracowany przez architekta Bohdana Pniewskiego i inżyniera architekta Jana Cynulskiego w 1937 roku. Do budowy zostały wykorzystane dawne fundamenty kościoła rozpoczętego przed I wojną światową i nieukończonego. Świątynia została konsekrowana w dniu 12 czerwca 1955 roku przez sufragana siedleckiego Mariana Jankowskiego. Od 2001 roku wnętrze kościoła było przebudowywane. W dniu 1 lipca 2003 roku biskup siedlecki Zbigniew Kiernikowski konsekrował nowy ołtarz.
Jest to budowla murowana wzniesiona z cegły i kamienia, na planie krzyża łacińskiego. Od frontu znajduje się dwuwieżowa fasada. Przy prezbiterium są umieszczone zakrystia i kaplica. Dach był pierwotnie pokryty blachą (obecnie pokryty jest miedzią) i zwieńczony wieżyczką z krzyżem. Wyposażenie wnętrza kościoła zostało wykonane po 1945 roku.